# عوريف
عوريف هي قرية من قرى الضفة الغربية وتتبع محافظة نابلس، تقع على بعد 12 كيلومترا جنوب غرب نابلس وترتفع 580متر إلى 850 متر عن مستوى سطح البحر، تبلغ مساحة أراضي عوريف 4064 دونم ، منها مساحة تصل إلى 350 دونم تقوم عليها مباني القرية. بقيت القرية تحت سيطرة الاحتلال الإسرائيلي بعد احتلالها عام 1967 حتى عام 1993 في اتفاقية أوسلو، ثم أصبحت تتبع للسلطة الوطنية الفلسطينية.

## أصل التسمية
يعود اسم القرية إلى اسمها القديم وهو دير عوريف أو باللغة العبرية القديمة «الغراب» حسب ما ذكرت أيام سيطرة الفرنجة على فلسطين، في القرن الثاني عشر ويبدو أن القرية تدهورت بعد أن تركها أهلها وعاش بعضهم منطقة الصالحية في دمشق مع بني قدامة من جماعين، وبقيت على خرابها حتى نهاية القرن الثامن عشر، حيث قام السكان الجدد بتعميرها والاستقرار فيها.

## الحدود الجغرافية
يحد القرية من الشمال جبل سلمان الفارسي المحتل، وقرية بورين من الشمال الشرقي، وحوارة من الشرق، وعينابوس من الجنوب الشرقي، وقرية جماعين من الجنوب، وزيتا من الجنوب الغربي، وقرية عصيرة القبلية من الغرب والشمال الغربي.

## التاريخ
تم العثور على قطع سيراميك في القرية من أواخر العصر الروماني والعصر البيزنطي.

### الفترة الصليبية
تزوجت سيدة من دير عوريف، تدعى سعيدة من أحمد بن خالد بن قدامة، وهو فقيه وزعيم لقرى الحنابلة في منطقة نابلس، فر من حكم الصليبيين إلى دمشق بين عامي 1156 و1173ويشير حفيد أحمد ضياء الدين إلى وجود المسلمين في عوريف أثناء حياتهكانت القرية تقع إلى الغرب مدينة الجراة، التي تعود إلى العصور الوسطى، والتي أصبحت اليوم أطلال خربة الجراة.

### العهد العثماني
تم دمج عوريف في الإمبراطورية العثمانية في عام 1517 مع كل فلسطين، وفي عام 1596 ظهرت في سجلات الضرائب على أنها تقع في ناحية جبل القبلة في لواء نابلس. وقد لوحظت على أنها خالية، ولكن تم دفع معدل ضريبة ثابت بنسبة 33.3٪ على مختلف المنتجات الزراعية، مثل القمح والشعير والمحاصيل الصيفية وأشجار الزيتون والماعز أو خلايا النحل، بالإضافة إلى الإيرادات العرضية بإجمالي 2800 آقجةفي عام 1838، تم تسجيل عوريف كقرية إسلامية، وهي جزء من منطقة جورة مردا، الواقعة جنوب نابلسفي عام 1870، وجد فيكتور جورين أن القرية تقع على قمة تل، ويبلغ عدد سكانها حوالي 450 نسمةفي عام 1882، وصف مسح فلسطين الغربية الذي أجرته مؤسسة أبحاث فلسطين قرية عوريف بأنها قرية حجرية، على أرض مرتفعة، مع عدد قليل من أشجار الزيتون، يتم تزويدها بالآبار وبها نبع صغير إلى الشرق.

### الانتداب البريطاني
في تعداد فلسطين عام 1922 الذي أجرته سلطات الانتداب البريطاني، بلغ عدد سكان عوريف 270 مسلمًاوارتفع في تعداد عام 1931 إلى 402 مسلم ومسيحي واحد، في 103 منزلًاوفي إحصاءات عام 1945 بلغ عدد السكان 520 نسمة، جميعهم مسلمونبينما بلغت المساحة الإجمالية للأرض 3965 دونماً وذلك وفقاً لمسح رسمي للأراضي والسكانومن هذه المساحة، كانت 1,107 دونم مخصصة للمزارع والأراضي المروية، و1,452 دونم مخصصة للحبوبفي حين تم تصنيف 32 دونم كمناطق مبنية.

### الحكم الأردني
في أعقاب النكبة عام 1948، وبعد اتفاقيات الهدنة عام 1949، أصبحت عوريف تحت الحكم الأردني. وجد تعداد السكان الأردني لعام 1961 أن عدد السكان في القرية بلغ 710 نسمة.

### بعد عام 1967
منذ حرب الأيام الستة عام 1967، أصبحت قرية عوريف تحت الاحتلال الإسرائيلي. اعتبارًا من عام 2014، وكان 3115 دونمًا أي 77٪ من أراضي عوريف تقع في المنطقة ب، بينما كانت 949 دونمًا أي 23٪ تقع في المنطقة ج، تمت مصادرة 58 دونمًا من أراضي عوريف لصالح مستوطنة يتسهار الإسرائيلية.

### أحداث بعد عام 1993
- في 19 مايو 2012، أشعل نحو 25 مستوطنًا يهوديًا، بعضهم يحمل أسلحة النار في حقول القمح في عوريف، وأطلقوا النار على رجل فلسطيني في بطنه.[19]
- في في 26 مايو 2012 أطلق مستوطنون من مستوطنة يتسهار النار على شاب من قرية عوريف، ثم قاموا بربطه وبدءوا بضربه[20]وقال رئيس مجلس السامرة الإقليمي، جيرشون ميسيكا، إن إطلاق النار كان عملاً دفاعياً[21]بدأت الاشتباكات عندما يُعتقد أن مجموعة من المستوطنين أشعلت النار في حقول تابعة لعوريف، على الرغم من أن المستوطنين نفوا أي تورط لهم.[21]
- وفي عام 2013، ورد أن مستوطنين من يتسهار حطموا نافذة مسجد في عوريف وحاولوا حرقه.[22][23][24]
- في فبراير 2015، قام مستوطنون من يتسهار بتشويه مدرسة القرية بالكتابات على الجدران، مع كتابة عبارة الموت للعرب إلى جانب نجمة داود في هجمات مزعومة لفرض رسوم على الطعام.
- في عام 2017، مُنع مزارعو عوريف من العمل في أراضيهم في المنطقة ب.[25][26]
- في مايو 2021، وفي إطار مظاهرات 2021، قُتل نضال صائل الصفدي في عوريف برصاص جيش الاحتلال الإسرائيلي، أثناء محاولته مواجهة المستوطنين الإسرائيليين الذين اقتحموا المنطقة.[27]
- في يونيو 2023، كانت القرية هدفًا إلى جانب قرية ترمسعيا المجاورة والعديد من القرى الفلسطينية الأخرى لهجمات إرهابية شنها مستوطنون إسرائيليون[28]بعد الهجوم، وصف المتحدث باسم قوات الدفاع الإسرائيلية عمليات التوغل والهجمات التي يشنها المستوطنون اليهود المسلحون، بأنها أعمال إرهابية يرتكبها مجرمو [28]وأضاف أن قوات الدفاع الإسرائيلية فشلت في منع الهجمات، التي وصفها بأنها خطيرة للغاية، وأن مثل هذه الحوادث تخلق الرعب من خلال دفع السكان المدنيين الذين تعرضوا للهجوم نحو التطرف.[29]

## سكان القرية
ويبلغ عدد سكان القرية 3800 نسمة تقريبًا، وأكثر من 2000 نسمة من المغتربين خارج القرية، بالإضافة إلى بضع مئات يسكنون قرية عينبوس المجاورة وقرية عوريف الجديدة جنوب عوريف، يعمل أهل القرية في الدوائر الحكومية والزراعة، بالإضافة إلى العمل في داخل الخط الأخضر مناطق ال48. يعتمد سكان القرية على مياه الأمطار للامور المنزلية والزراعية.

## الخدمات والمؤسسات
يوجد في القرية ثلاثة مساجد، وأربعة مدارس، وروضتان، ومجلس قروي، بالإضافة إلى عيادة صحيه وصيدليه والعديد من المحال التجارية.

## الاستيطان
تعاني القرية من اعتداءات قطعان المستوطنين المحتلين لجبل سلمان الفارسي المتكرة، حيث يطلقون النار على طلبة المدارس ويحرقون اشجار الزيتون ويستولون على الأرض ويسرقون المواشي ويقتحمون البيوت.

## الآثار
يوجد في القرية عدد من الأماكن والمعالم الأثرية ومنها:
المزار: وهو مسجد قديم استخدم مؤخراً لعقد دوارت تحفيظ القرآن الكريم.
المعاصر: وهي منطقة بها معصرة قديمة رومانية تعمل بحجر البد وبها أيضا كبارة لاستخراج الشيد.
لمصاي: تقع في الجنوب الغربي للقرية، وهي منطقة تحتوي على صخور ضخمة حيث كانت تتجمع بها المياة للسباحة، سميت عين واد سهيل.
الدير: سمي نسبة إلى دير روماني قديم، قرية مهجورة لم يتبقى منها شيء سوى بعض الآثارات.
المضبعة: هي عبارة عن مغارة تمتد إلى أكثر من 50 متر.
جراعة: هي قرية أو خربة قديمة تقع إلى الجهة الغربية للقرية، ويحكى ان أهل قرية جماعين شنو عليها حرب وقتل كل من فيها، ودفن أهلها في قمة جبل علم الهدى.
جامع الشيخ عثمان: هو مسجد قديم يرجع إلى الحقبة العثمانية، ورُمم قبل أكثر من ستين سنة، ورمم مجددا ووسّع قبل بضعة سنوات.
البيوت القديمة في الحارة الغربية.